# Spiradiclis longzhouensis
Spiradiclis longzhouensis är en måreväxtart som beskrevs av Hsien Shui Lo. Spiradiclis longzhouensis ingår i släktet Spiradiclis och familjen måreväxter. Inga underarter finns listade i Catalogue of Life.